# Equitazione ai Giochi della VIII Olimpiade
Le competizioni di equitazione dai Giochi della VIII Olimpiade si sono svolte nei giorni dal 21 al 26 luglio negli impianti Hippodrome d'Auteuil e lo Stadio di Colombes.

## Podi
| Evento                                   | Oro | Perform. | Argento                                                                 | Perform. | Bronzo                                                                                          | Perform. |
| Dressage individuale (dettagli)          | Ernst Linder                                                                                                | 276,4    | Bertil Sandström                                                        | 275,8    | Xavier Lesage                                                                                   | 265,8    |
| Salto ostacoli individuale (dettagli)    | Alphonse Gemuseus                                                                                           | 6,00     | Tommaso Lequio di Assaba                                                | 8,75     | Adam Królikiewicz                                                                               | 10,00    |
| Salto ostacoli a squadre (dettagli)      | Svezia Åke Thelning Axel Ståhle Åge Lundström Georg von Braun                                               | 42,25    | Svizzera Alphonse Gemuseus Werner Stuber Hans Bühler Hans von der Weid  | 50,00    | Portogallo Aníbal de Almeida Hélder Martins José de Albuquerque Luís de Meneses                 | 53,00    |
| Concorso completo individuale (dettagli) | Adolf van der Voort van Zijp                                                                                | 1976,0   | Frode Kirkebjerg                                                        | 1853,5   | Sloan Doak                                                                                      | 1845,5   |
| Concorso completo a squadre (dettagli)   | Paesi Bassi Adolf van der Voort van Zijp Charles Pahud de Mortanges Gerard de Kruijff Antonius Colenbrander | 5297,5   | Svezia Claës König Torsten Sylvan Gustaf Hagelin Carl Gustaf Lewenhaupt | 4743,5   | Italia Alberto Lombardi Alessandro Alvisi Emanuele Beraudo di Pralormo Tommaso Lequio di Assaba | 4512,5   |

## Medagliere
| Posizione | Paese       | Oro | Argento | Bronzo | Totale |
| --------- | ----------- | --- | ------- | ------ | ------ |
| 1         | Svezia      | 2   | 2       | 0      | 4      |
| 2         | Paesi Bassi | 2   | 0       | 0      | 2      |
| 3         | Svizzera    | 1   | 1       | 0      | 2      |
| 4         | Italia      | 0   | 1       | 1      | 2      |
| 5         | Danimarca   | 0   | 1       | 0      | 1      |
| 6         | Francia     | 0   | 0       | 1      | 1      |
| 6         | Polonia     | 0   | 0       | 1      | 1      |
| 6         | Portogallo  | 0   | 0       | 1      | 1      |
| 6         | Stati Uniti | 0   | 0       | 1      | 1      |
| Totale    | Totale      | 5   | 5       | 5      | 15     |